# Magnolia georgii
Espèce
Synonymes
- Talauma  georgii Lozano

Statut de conservation UICN

 EN B1ab(iii,v) : En danger
Magnolia georgii est une espèce de plantes à fleurs de la famille des Magnoliacées. C'est un arbre endémique de Colombie.

## Description
C'est un arbre.

## Répartition et habitat
C'est une plante endémique de Colombie.